# Demokratyczny Wybór Rosji
Demokratyczny Wybór Rosji (ros. Демократический выбор России) – rosyjska partia polityczna założona w 1994 roku. Powstała w wyniku przekształcenia kierowanego przez Jegora Gajdara koalicyjnego ugrupowania politycznego Wybór Rosji, które wystartowało w wyborach parlamentarnych w 1993 roku i uzyskało 15,5% głosów. W 1995 roku Demokratyczny Wybór Rosji wystartował razem ze Zjednoczonymi Demokratami w wyborach parlamentarnych, uzyskując 2,7 mln głosów (3,9%). W 2001 roku doszło do rozwiązania partii.
Demokratyczny Wybór Rosji opowiadał się za gospodarką rynkową. Partia reprezentowała w polityce kierunek radykalno-reformatorski i liberalno-zachodnioeuropejski. Opowiadała się za utworzeniem w Rosji społeczeństwa obywatelskiego i państwa prawa w stylu zachodnioeuropejskim.
Z Demokratycznym Wyborem Rosji byli związani: Jegor Gajdar, Siergiej Kowalow, Ełła Pamfiłowa, Galina Starowojtowa, Władimir Kara-Murza.